# Chula (canção)
"Chula" é uma canção do grupo mexicano Grupo Firme e da cantora americana Demi Lovato lançada pela Music VIP Entertainment em 15 de agosto de 2024. Foi escrita por Demi, Eduín Caz, Luis Mexia, Manuel Orozco, Warren "Oak" Felder , Oscar Linnander, Pablo Preciado e Sean Douglas, enquanto Oak, Oscar e Sheeno cuidaram de sua produção. Antes do anúncio oficial, ambos os artistas estrearam a música em um show em Austin, Texas, como parte da turnê La Última Peda do grupo mexicano. "Chula" é uma faixa dance-pop em Spanglish, que marcou um afastamento do som de rock de Demi.

## Antecedentes
No final de julho de 2024, após ser questionada sobre novas músicas, a cantora americana Demi Lovato provocou o lançamento de uma nova música em suas redes sociais com um vídeo em que colocou a legenda: "Diga que você está pronto, mas aposto que não", citando uma possível música. A Billboard perguntou ao líder do grupo, Eduin Caz, sobre uma parceria entre os dois artistas, e ele disse: "Demi Lovato é uma artista que admiramos desde que éramos crianças". “Nós a víamos na televisão”, continuou ele, e demonstrou sua admiração pela artista. Ele concluiu dizendo: “Felizmente a colaboração aconteceu e a música é realmente boa”.
Em 2 de agosto de 2024, durante o show em Austin, Texas, da La Última Peda Tour, uma turnê do Grupo Firme, Demi apareceu de surpresa para apresentar uma nova música com o vocalista do grupo. Intitulado "Chula", marcou a primeira colaboração entre os dois atos e o terceiro single de Demi com um artista latino, seguindo seu single de 2017 "Échame la Culpa" com o cantor porto-riquenho Luis Fonsi e seu single de 2023 "Penhasco2" (cantado totalmente em português) com a cantora brasileira Luísa Sonza. Enquanto performavam a música, as telas do show anunciaram sua data de lançamento para 15 de agosto de 2024. Uma publicação compartilhada na conta do Grupo Firme em sua conta no TikTok mostrou Demi e Eduin fazendo um ensaio antes da apresentação surpresa.

## Composição
Depois que Demi demonstrou interesse em gravar uma música bilíngue, ela conheceu o grupo, em um estúdio em Los Angeles. "Chula" foi escrita por Demi, Eduin Caz, Luis Mexia, Manuel Orozco, Warren "Oak" Felder , Oscar Linnander, Pablo Preciado e Sean Douglas, enquanto Oak, Oscar e Sheeno cuidaram de sua produção. É uma faixa dance-pop com elementos da música mexicana e eletrônica, marcou o retorno de Demi à música pop após seus dois álbuns de rock anteriores, Holy Fvck (2022) e Revamped (2023). "Chula" também foi um afastamento do estilo musical usual do Grupo Firme. Em uma entrevista com Tomás Mier da Rolling Stone , a cantora de ascendência espanhola e nativa americana disse: "É isso que eu amo em cantar em espanhol: remonta às minhas raízes literais".

## Recepção
"Chula" recebeu críticas positivas após seu lançamento. Descrevendo-a como uma "dupla eletrizante", Johan Sebastián Gómez Rojas da RCN Radio disse que "Chula" marcou um marco na carreira do Grupo Firme e disse que eles fizeram uma "fusão irresistível de estilos e culturas". Ao adicionar a música à sua lista de Novas Escolhas Musicais, a Univision previu que "ela definitivamente iluminará as pistas de dança".